# Turkestan
Il Turkestan (italianizzato Turchestan, in persiano ترکستان; chiamato anche Turkistan o Türkistan in turco, che letteralmente significa "terra dei turchi" in persiano) è una regione storica dell'Asia centrale, che oggi è generalmente abitata da popoli turchi.

## Descrizione
(Robert Byron)
Questa regione viene citata in molte saghe turche e persiane come parte integrante del Turan o bassopiano turanico. Turchi oghuz (noti anche come turkmeni o turcomanni), usbechi, cazachi, cazari e uiguri sono solo alcuni degli abitanti turchi della regione i quali, con il passare dei secoli, si sono spostati verso occidente attraverso le distese eurasiatiche formando stati turchi come Turchia, Azerbaigian e Tatarstan. Tagichi e russi sono minoranze non turche della regione.
Si suddivide in Turkestan occidentale (con i cinque stati di Kazakistan, Kirghizistan, Tagikistan, Turkmenistan e Uzbekistan e altre regioni come la Khazaria) e il Turkestan orientale (noto come Uiguristan o Uyghuristan), in Cina. Le catene montuose del Tian Shan e del Pamir formano una netta divisione tra i due. Il Turkestan occidentale era parte integrante dell'URSS.